# Föreningen för kvinnans politiska rösträtt i Arjeplog
Föreningen för kvinnans politiska rösträtt i Arjeplog, även kallad Arjeplogföreningen för kvinnans politiska rösträtt, var Arjeplogs lokalförening inom Landsföreningen för kvinnans politiska rösträtt (LKPR). Föreningen bildades 1916 och verkade lokalt i Arjeplog för införandet av kvinnors rösträtt i Sverige. Sensommaren 1916 uppgav föreningen att den hade 59 medlemmar, varav 24 män. Detta kan jämföras med att Arjeplogs socken  hade 2 849 invånare 1910.

## Historik
Föreningen för kvinnans politiska rösträtt i Arjeplog bildades 16 juli 1916 efter ett föredrag av lärarinnan Ester Röhl, som var ordförande i landsföreningens styrelse i Åtvidaberg och en aktiv föredragshållare i lokala rösträttsföreningar runt om i landet. Sofia Lundqvist valdes till ordförande för interimsstyrelsen. Bland de aktiviteter som LKPR:s lokalavdelningar kunde ägna sig åt fanns föredrag, samkväm, insamling av medel och förhandlingar om samarbete med andra organisationer.
Sofia Lundqvist avled i januari 1917. Efter Lundqvists död publicerades LKPR:s årsberättelse för 1916 i vilken Arjeplogsföreningens årsberättelse ingår. Årsberättelsen rapporterar endast det konstituerande mötet och till skillnad från övriga lokalföreningars årsberättelser rapporteras inga styrelsemöten, föreningsmöten eller andra aktiviteter. Lokalföreningen omnämns inte i LKPR:s efterföljande årsberättelser.

## Ordförande
- 1916–1917: Sofia Lundqvist